# KF Egnatia Rrogozhinë
Klubi i Futbollit Egnatia Rrogozhinë známý jako KF Egnatia Rrogozhinë je albánský fotbalový klub z města Rrogozhinë, který hraje Kategoriu Superiore, 1. ligu Albánie. Klub sídlí na Demrozi Stadium s kapacitou 4000 diváků.

## Výsledky v evropských pohárech
| Sezóna  | Liga             | Kolo    | Soupeř           | Doma | Venku | Celkem               |
| ------- | ---------------- | ------- | ---------------- | ---- | ----- | -------------------- |
| 2023/24 | EKL              | 1. kolo | Ararat-Armenia   | 4–4  | 1–1   | 5–5 (na penalty 2–4) |
| 2024/25 | Liga mistrů UEFA | 1. kolo | Borac Banja Luka | 0:1  | 2:1   | 2:2 (1:4 na penalty) |

## Úspěchy
Kategoria Superiore (2): 2023/24, 2024/25

## Jméno klubu
Klub byl založen v roce 1934 jako Shtatori Rrogozhinë a v roce 1991 změnil jméno na Vullneti Rrogozhinë, současné jméno používá od roku 1998.

## Soupiska
| Číslo |                   | Pozice | Hráč                    |
| ----- | ----------------- | ------ | ----------------------- |
| 1     | Albánie           | B      | Alen Sherri             |
| 3     | Haiti             | O      | François Dulysse        |
| 4     | Albánie           | O      | Amer Duka               |
| 6     | Albánie           | Z      | Albano Aleksi           |
| 7     | Francie           | Ú      | Youba Dramé             |
| 9     | Kostarika         | Ú      | Jurguens Montenegro     |
| 10    | Brazílie          | Ú      | Fernando Medeiros       |
| 12    | Albánie           | B      | Ilir Dabjani            |
| 13    | Albánie           | O      | Renato Malota (captain) |
| 14    | Pobřeží slonoviny | Ú      | Joël Doukouo            |
| 16    | Albánie           | Z      | Edison Ndreca           |

| Číslo |         | Pozice | Hráč               |
| ----- | ------- | ------ | ------------------ |
| 17    | Albánie | Z      | Arbin Zejnullai    |
| 19    | Kosovo  | O      | Arbenit Xhemajli   |
| 22    | Albánie | Ú      | Irdi Morina        |
| 24    | Albánie | O      | Rezart Rama        |
| 28    | Itálie  | Z      | Alessandro Ahmetaj |
| 29    | Albánie | Ú      | Mario Gjata        |
| 44    | Albánie | O      | Abdurraman Fangaj  |
| 70    | Albánie | Z      | Sebastjan Spahiu   |
| 77    | Turecko | Z      | Melih İbrahimoğlu  |